# NeuroKit
NeuroKit（ “nk” ）是一个用于处理生理信号的开源工具箱。最新版本NeuroKit2是用Python编写的，各用户可从PyPI包的存储库中取得。 截至2022年6月，该软件已于94篇科学学术刊物中使用。 NeuroKit2也是目前流行且对贡献者友好的神经生理学开源软件之一（此说明基于下载数量、贡献者数量和其他GitHub指标a ）。 

## 特征
NeuroKit2工具箱可用于处理各类生理信号的工具，包括心电图(ECG) 和光电容积描记(PPG)、皮肤电活动(EDA)、呼吸率(RSP)、肌电图(EMG) 和眼电图 (EOG) 等信号。 
它可以计算心率变异性(HRV) 和呼吸变异性(RRV) 指标。  
它还运用了各种不同的算法来检测 R 峰和其他QRS 波群，包括高效的内部 R 峰检测器。  
它也可以用于分析EEG等神经生理信号的微状态和频带分析。
它还包括一整套用于分形生理学的函数，可用于计算各种复杂性度量（例如熵和分形维数）。 

## 设计
该软件旨在供没有编程经验的用户使用，便于用户使用高级功能来运行整个预处理或分析例程。  
```
import
 
neurokit2
 
as
 
nk

# Download example data

data
 
=
 
nk
.
data
(
"bio_eventrelated_100hz"
)

# Preprocess the data (filter, find peaks, etc.)

processed_data
,
 
info
 
=
 
nk
.
bio_process
(
ecg
=
data
[
"ECG"
],
 
rsp
=
data
[
"RSP"
],
 
eda
=
data
[
"EDA"
],
 
sampling_rate
=
100
)

# Compute relevant features

results
 
=
 
nk
.
bio_analyze
(
processed_data
,
 
sampling_rate
=
100
)

```

## 其他
其他用于分析生理信号的开源工具箱包括：
- 神经生理学生物标志物工具箱(MatLab)
- EEGLAB （MatLab）
- MNE-Python (Python)

## 笔记
^ 截于2022年五月18日, GitHub 承认此软件已拿到 644颗星, 并拥有47位贡献者, 及广用于 101 个不同的开源软件.